# 德斯·阿博特
德斯·阿博特（英語：Des Abbott，1986年1月10日—），来自北领地，澳大利亚前男子曲棍球运动员。他曾代表澳大利亚国家队参加2008年夏季奥林匹克运动会曲棍球比赛，获得一枚铜牌。